# Digital Illusions Creative Entertainment
Digital Illusions Creative Entertainment (acronimo DICE) è una società svedese attiva nella produzione e nello sviluppo di videogiochi e motori grafici.
Nel 2006 è stata acquistata da Electronic Arts, che già deteneva il 18% delle azioni.

## Storia
Agli inizi la DICE era composta da un gruppo di programmatori appartenenti alla demoscene chiamati TSL (acronimo di The Silents); un loro chiaro riferimento è visibile in Motorhead , dove ci sono banner e simboli con la scritta TSL, acronimo che nel manuale del gioco è spiegato con la locuzione "Trans-atlantic Speed League". Tutti i membri vengono dalla città di Alvesta e di Växjö.
Per un esteso periodo di tempo, mentre gli impiegati stavano studiando all'università di Växjö, l'ufficio della compagnia consisteva in una stanza di dormitorio. Durante questo tempo la compagnia produsse una serie di flipper per l'Amiga 500, come Pinball Dreams, Pinball Fantasies e Pinball Illusions.
Nel 1998 la società fu registrata alla borsa svedese e da allora ebbe una grande espansione. Il videogioco Codename Eagle divenne un cult, e vennero sviluppati numerosi giochi racing, ma il grande passo la DICE lo fece allo sviluppo della serie di sparatutto in prima persona titolata Battlefield prodotta da EA. A seguito di ciò, nel 2004 il valore totale della compagnia fu stimato in $55 milioni di dollari statunitensi (USD).

### Espansione
Nel gennaio 2000 la società acquisì gli studi della Refraction Games e il 90% della Synergenix Interactive. Nel marzo del 2001 tramite l'acquisizione della Sandbox Studios entrò in possesso di uno studio in Canada, nell'Ontario.

### Acquisizione da parte di Electronic Arts
Nel novembre 2004 Electronic Arts annunciò l'intenzione di acquisire le azioni della società al prezzo di 61 Corone svedesi per azione: il consiglio di amministrazione della società raccomandò di accettare l'offerta, ed EA acquisì il 62% della società il 31 marzo 2005. Il 2 ottobre 2006 EA completò l'acquisizione e al prezzo di 67.50 corone svedesi per azione comprò 2.6 milioni di azioni pagando, complessivamente, 1175.5 milioni di corone. Digital Illusions Creative Entertainment divenne uno degli studi di EA e il CEO Patrick Söderlund divenne EA Studio General Manager. Lo studio canadese venne chiuso subito dopo l'acquisizione.
Nel 2013 Fredrik Loving, general manager di DICE, ha aperto una filiale a Playa Vista, quartiere di Los Angeles, denominata DICE LA, assorbendo alcuni dipendenti di Danger Close Games.

## Videogiochi sviluppati
| Titolo                                   | Anno | Piattaforma                                                                | Note                                                              |
| ---------------------------------------- | ---- | -------------------------------------------------------------------------- | ----------------------------------------------------------------- |
| Pinball Dreams                           | 1992 | Amiga                                                                      |                                                                   |
| Pinball Fantasies                        | 1992 | Amiga, MS-DOS                                                              |                                                                   |
| Benefactor                               | 1994 | Amiga                                                                      |                                                                   |
| Pinball Illusions                        | 1995 | Amiga, MS-DOS                                                              |                                                                   |
| True Pinball                             | 1996 | PlayStation, Sega Saturn                                                   |                                                                   |
| S40 Racing                               | 1997 | Microsoft Windows                                                          |                                                                   |
| Motorhead                                | 1998 | Microsoft Windows, PlayStation                                             |                                                                   |
| STCC                                     | 1999 | Microsoft Windows                                                          |                                                                   |
| STCC 2                                   | 2000 | Microsoft Windows                                                          |                                                                   |
| Rally Masters                            | 2000 | Microsoft Windows                                                          |                                                                   |
| NASCAR Heat                              | 2000 | PlayStation                                                                | In collaborazione con Monster Games                               |
| Matchbox Emergency Patrol                | 2001 | Microsoft Windows                                                          |                                                                   |
| JumpStart Wildlife Safari Field Trip     | 2001 | PlayStation                                                                |                                                                   |
| JumpStart Dino Adventure Field Trip      | 2001 | Game Boy Color                                                             |                                                                   |
| Diva Starz: Mall Mania                   | 2001 | Game Boy Color                                                             |                                                                   |
| Shrek                                    | 2001 | Xbox                                                                       |                                                                   |
| RalliSport Challenge                     | 2002 | Microsoft Windows, Xbox                                                    |                                                                   |
| Battlefield 1942                         | 2002 | Microsoft Windows, Macintosh                                               |                                                                   |
| Shrek Extra Large                        | 2002 | GameCube                                                                   |                                                                   |
| Midtown Madness 3                        | 2003 | Xbox                                                                       |                                                                   |
| Battlefield 1942: The Road to Rome       | 2003 | Microsoft Windows, Macintosh                                               | Espansione per Battlefield 1942                                   |
| Battlefield 1942: Secret Weapons of WWII | 2003 | Microsoft Windows, Macintosh                                               | Espansione per Battlefield 1942                                   |
| Battlefield Vietnam                      | 2004 | Microsoft Windows                                                          |                                                                   |
| Rallisport Challenge 2                   | 2004 | Xbox                                                                       |                                                                   |
| Battlefield 2                            | 2005 | Microsoft Windows                                                          |                                                                   |
| Battlefield 2: Modern Combat             | 2005 | PlayStation 2, Xbox, Xbox 360                                              |                                                                   |
| Battlefield 2: Special Forces            | 2005 | Microsoft Windows                                                          | Espansione per Battlefield 2                                      |
| Battlefield 2: Euro Force                | 2006 | Microsoft Windows                                                          | Booster Pack for Battlefield 2                                    |
| Battlefield 2: Armored Fury              | 2006 | Microsoft Windows                                                          | Booster pack per Battlefield 2                                    |
| Battlefield 2142                         | 2006 | Microsoft Windows, macOS                                                   |                                                                   |
| Battlefield 2142: Northern Strike        | 2007 | Microsoft Windows, macOS                                                   | Booster pack per Battlefield 2142                                 |
| Battlefield: Bad Company                 | 2008 | PlayStation 3, Xbox 360                                                    |                                                                   |
| Mirror's Edge                            | 2008 | Microsoft Windows, PlayStation 3, Xbox 360, iOS                            |                                                                   |
| Battlefield Heroes                       | 2009 | Microsoft Windows                                                          | In collaborazione con Easy Studios; Gratis distribuzione digitale |
| Battlefield 1943                         | 2009 | Xbox 360 (XBLA), PlayStation 3 (PSN)                                       |                                                                   |
| Battlefield: Bad Company 2               | 2010 | Microsoft Windows, PlayStation 3, Xbox 360, iOS                            |                                                                   |
| Battlefield Online                       | 2010 | Microsoft Windows                                                          | In collaborazione con Neowiz Games; Gratis distribuzione digitale |
| Medal of Honor                           | 2010 | Microsoft Windows, PlayStation 3, Xbox 360                                 | Sviluppo soltanto dell'aspetto Multiplayer del Videogioco         |
| Need for Speed: Hot Pursuit              | 2010 | Microsoft Windows, PlayStation 3, Xbox 360, iOS                            | In collaborazione con Criterion Games                             |
| Battlefield: Bad Company 2: Vietnam      | 2010 | Microsoft Windows, PlayStation 3, Xbox 360                                 | Espansione per Battlefield: Bad Company 2                         |
| Need for Speed: Shift 2 Unleashed        | 2011 | Microsoft Windows, PlayStation 3, Xbox 360, iOS                            | In collaborazione con Slightly Mad Studios                        |
| Battlefield 3                            | 2011 | Microsoft Windows, PlayStation 3, Xbox 360, iOS                            |                                                                   |
| Battlefield 3: Back to Karkand           | 2011 | Microsoft Windows, PlayStation 3, Xbox 360                                 | Espansione per Battlefield 3                                      |
| Battlefield 3: Close Quarters            | 2012 | Microsoft Windows, PlayStation 3, Xbox 360                                 | Espansione per Battlefield 3                                      |
| Battlefield 3: Armored Kill              | 2012 | Microsoft Windows, PlayStation 3, Xbox 360                                 | Espansione per Battlefield 3                                      |
| Battlefield 3: Aftermath                 | 2012 | Microsoft Windows, PlayStation 3, Xbox 360                                 | Espansione per Battlefield 3                                      |
| Battlefield 3: End Game                  | 2013 | Microsoft Windows, PlayStation 3, Xbox 360                                 | Espansione per Battlefield 3                                      |
| Battlefield 4                            | 2013 | Microsoft Windows, PlayStation 3, Xbox 360, Xbox One, PlayStation 4        |                                                                   |
| Battlefield 4: China Rising              | 2013 | Microsoft Windows, PlayStation 3, Xbox 360, Xbox One, PlayStation 4        | Espansione per Battlefield 4                                      |
| Battlefield 4: Second Assault            | 2014 | Microsoft Windows, PlayStation 3, Xbox 360, Xbox One, PlayStation 4        | Espansione per Battlefield 4 in anteprima per Xbox One            |
| Battlefield 4: Naval Strike              | 2014 | Microsoft Windows, PlayStation 3, Xbox 360, Xbox One, PlayStation 4        | Espansione per Battlefield 4                                      |
| Battlefield 4: Dragon's Teeth            | 2014 | Microsoft Windows, PlayStation 3, Xbox 360, Xbox One, PlayStation 4        | Espansione per Battlefield 4                                      |
| Battlefield 4: Final Stand               | 2014 | Microsoft Windows, PlayStation 3, Xbox 360, Xbox One, PlayStation 4        | Espansione per Battlefield 4                                      |
| Battlefield Hardline                     | 2015 | Microsoft Windows, Xbox 360, Xbox One, PlayStation 3, PlayStation 4        | In collaborazione con Visceral Games                              |
| Star Wars: Battlefront                   | 2015 | Microsoft Windows, Xbox One, PlayStation 4                                 |                                                                   |
| Mirror's Edge Catalyst                   | 2016 | Microsoft Windows, Xbox One, PlayStation 4                                 |                                                                   |
| Battlefield 1                            | 2016 | Microsoft Windows, Xbox One, PlayStation 4                                 |                                                                   |
| Star Wars: Battlefront II                | 2017 | Microsoft Windows, Xbox One, PlayStation 4                                 | In collaborazione con Criterion Games e Motive Studios            |
| Battlefield V                            | 2018 | Microsoft Windows, Xbox One, PlayStation 4                                 |                                                                   |
| Battlefield 2042                         | 2021 | Microsoft Windows, Xbox One, Xbox Series X/S, PlayStation 4, PlayStation 5 |                                                                   |